# Schriftgießerei
Als Schriftgießerei bezeichnet man die Herstellung der in der Buchdruckerkunst benutzten Schriften oder Typen (Lettern). Neudeutsch wird auch Foundry als Ausdruck für einen Hersteller von Schriftarten verwendet.
Das Schriftmetall, aus dem die Typen geschnitten sind, bezeichnet man als Schriftgut, beziehungsweise Zierrat für die Typen, die keine Schriftzeichen tragen.

## Geschichte und Entwicklung

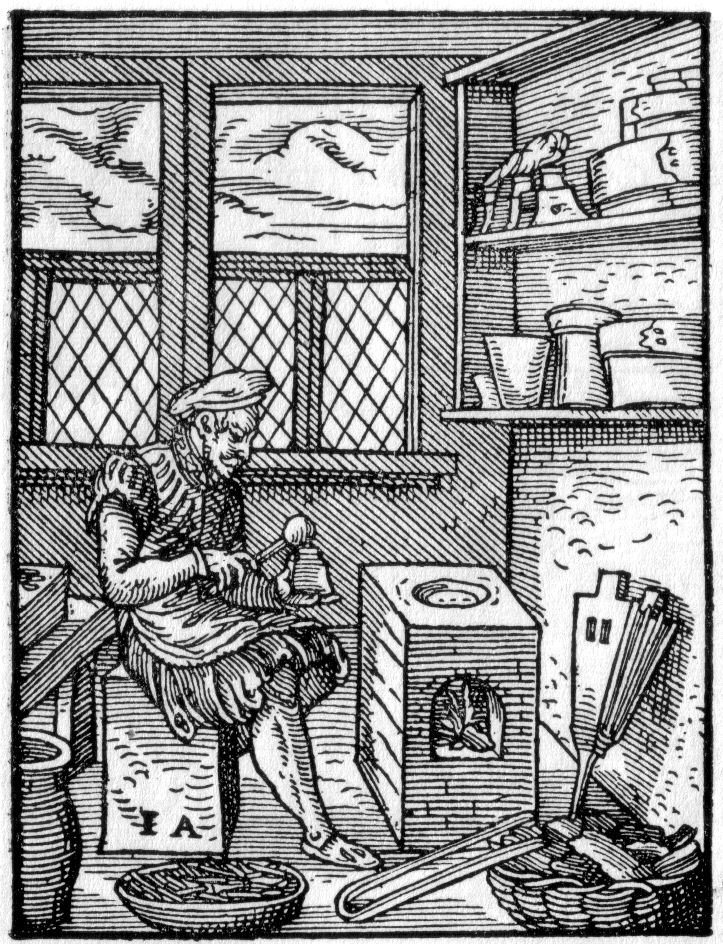
Der Schrifftgiesser in Jost Ammans Ständebuch, 1568

Erster Schriftgießer war Johannes Gutenberg, denn bereits die 36-zeilige und die 42-zeilige Bibel sind von gegossenen Typen gedruckt. Wann sich die Schriftgießerei zu einem selbständigen Geschäft herausgebildet hat, ist historisch nicht nachweisbar; doch dürfte dies kaum plötzlich erfolgt sein, und noch lange mag die Mehrzahl der Buchdrucker ihre Schriften selbst geschnitten mit Handgießinstrumenten gegossen haben, als es schon Stempelschneider gab, die sich mit der Anfertigung der Patrizen (Stempel) beschäftigten (mit denen wiederum die zum Gießen dienenden Matrizen erzeugt werden) und der Schriftguss ein eigenes Handwerk zu entwickeln begann.
Nürnberg war der erste Stapelort für Stempelschneiderei und versah Buchdruckereien und Schriftgießereien mit Matrizen; in Italien war Nicolas Jenson, in Frankreich Robert Estienne dadurch berühmt; England erhielt bedeutende Stempelschneider erst in John Baskerville und William Caslon; bis dahin war es zumeist von Holland aus mit Typen versorgt worden.
Deutschland besaß Ende des 19. Jahrhunderts, nachdem Johann Gottlob Immanuel Breitkopf die Schriftgießerei reformiert hatte, eine beträchtliche Anzahl derartiger, zum Teil sehr leistungsfähiger Geschäfte.

## Funktionsweise

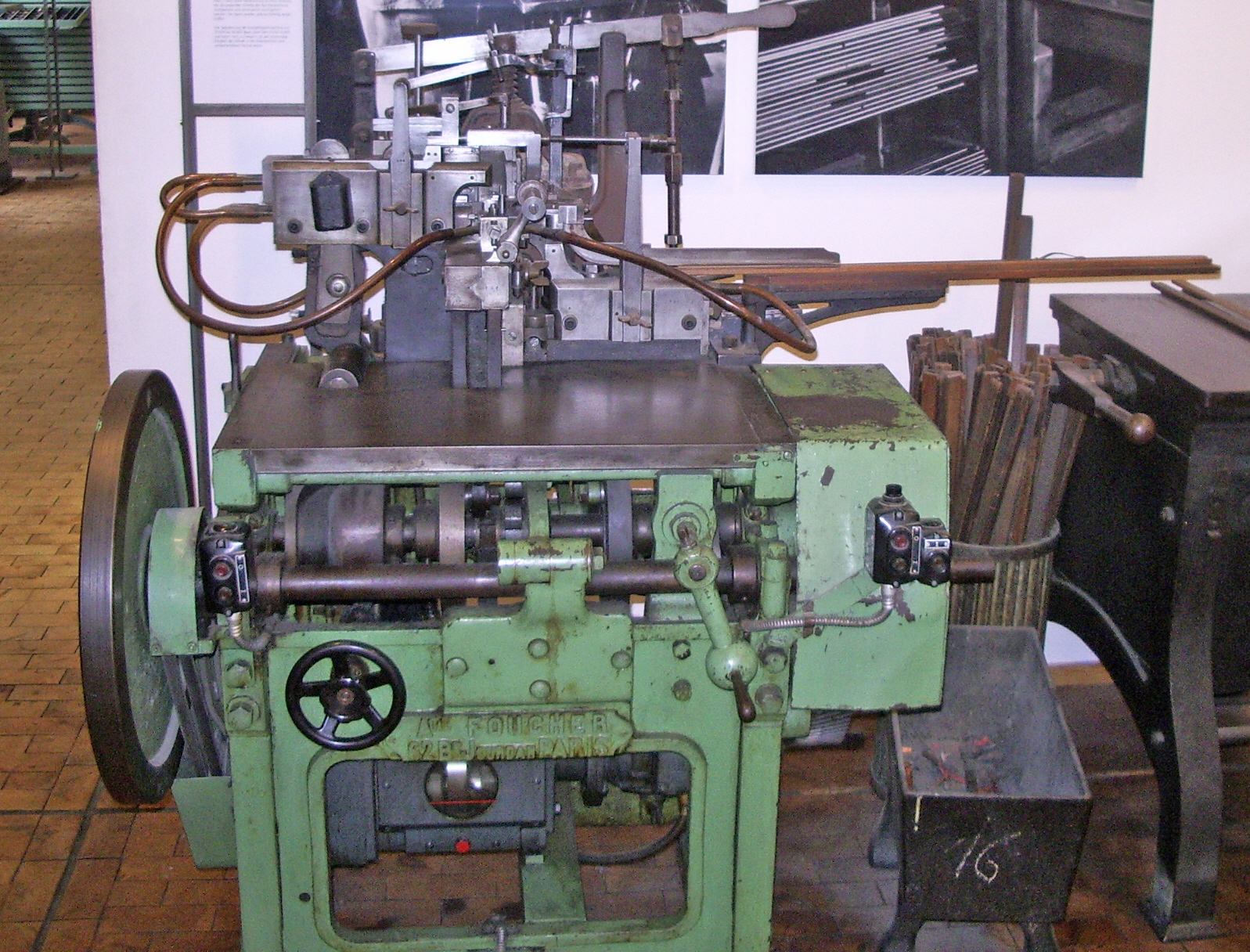
Komplettgießmaschine um 1883

Die Technik der Schriftgießerei hat sich in den letzten Jahrzehnten des 19. Jahrhunderts durch Erfindung und Vervollkommnung der Letterngießmaschine wesentlich verändert. Schon 1805 nahmen William Wing und Elihu White ein Patent auf eine solche; die erste wirklich praktische Gießmaschine aber wurde erst 1838 von David Bruce in Brooklyn vollendet.
Bis dahin hatte man sich nur des Handgießinstruments bedient. Dieses sowie auch das für den Guss auf der Maschine erforderliche Instrument, die Form, bestehen aus zwei gleich großen, genau schließenden Hälften aus Eisen, Stahl oder Messing, die, je der Stärke der Type entsprechend, enger oder weiter gestellt und leicht und schnell auseinandergenommen werden können; das Handgussinstrument ist außen mit Holz verkleidet, um dessen stete Handhabung auch beim Erhitztwerden der Metallteile zu ermöglichen.
Sind beide Teile der Form zusammengelegt, so bleibt immer eine nach außen sich konisch erweiternde Höhlung frei, in welche das Metall gegossen wird zur Erzeugung des Buchstabens, dessen Reliefbild, die Type, sich auf einer eingelegten Matrize aus Kupfer formt, die dasselbe vertieft enthält.
Die Matrizen werden erzeugt durch Einschlagen von Stahlstempeln (Patrizen) in Kupfer oder auch auf galvanoplastischem Weg, der namentlich bei den größeren Schriftgraden, für welche die Patrizen nicht in Stahl, sondern meist in Schriftmetall geschnitten werden und deshalb auch nicht eingeschlagen werden können, in Anwendung kommt; ihr Fertigmachen für den Guss, das Justieren, muss mit der allergrößten Sorgfalt geschehen, da hiervon das gute Aussehen der Schrift im Druck wesentlich abhängt.
Die Stempel bestehen aus feinst gehärteten Stahlstäbchen, auf deren einem Ende der Buchstabe, bevor man dem Stahl seine Härte gegeben, teils vermittelst Gravierung, teils durch Einschlagen von Kontrastempeln (Bunzen) zur Erzeugung der innern Vertiefungen, erhaben herausgearbeitet ist. Das Schriftmetall (Schriftgut, der Schriftzeug, Zeug) ist eine Legierung, welche leicht schmelzen, die Form gut ausfüllen und doch hinreichend hart sein muss, um der Abnutzung in der Hand- oder Schnellpresse zu widerstehen und einen scharfen Abdruck auf dem Papier zu geben.
Zum Guss von so genannten Brot- oder Werkschriften verwandte man in Deutschland etwa 75 Prozent Blei (gutes Harzer oder sächsisches Weichblei), 23 Prozent gereinigtes Antimon (Antimonium regulus) und 2 Prozent Zinn.
Soll den Typen eine besondere Härte verliehen werden, so wird der Zusatz von Antimon und Zinn erhöht, wohl auch ein geringer Anteil Kupfer hinzugefügt; doch hat man auch seit Erfindung der Galvanoplastik das Bild der fertigen Type, um es widerstandsfähiger zu machen, mit einem Kupfer-, Eisen- oder Nickelüberzug versehen.
Außer einer gleichmäßigen Dicke (dem Kegel) erfordern alle Typen auch eine unter sich durchaus gleichmäßige Höhe; dieselbe beträgt ca. 24 mm. Bis vor wenigen Jahren herrschte indes in Deutschland hierin keine Übereinstimmung in den Schriftgießereien; erst ein Abkommen zur Einführung der französischen oder Pariser Höhe, welche 10½ Linien des Pied du roi oder 62½ typographische Punkte, eine von dem französischen Gießer Pierre Simon Fournier geschaffene Maßeinheit, beträgt, schuf hierin Besserung; doch Hermann Berthold in Berlin gebührt das Verdienst, ein einheitliches, jetzt von allen deutschen Gießern angenommenes Typometer geschaffen zu haben.
Das im Gießofen geschmolzene Schriftmetall wird unter sorgfältiger Entfernung des sich auf dessen Oberfläche bildenden Oxids (Krätze) beim Handguss mit einem Löffel, beim Guss mit der Maschine durch diese selbst in die Form gegossen oder gespritzt. Die tägliche Leistung eines Arbeiters beträgt 4000 bis 7000 Lettern, bei großen Schriften erheblich weniger; auf einer Maschine können ca. 20.000 bis 25.000 Typen (Werkschrift) an einem Tage gegossen werden, doch hat man jetzt auch solche von beträchtlich größerer Leistungsfähigkeit erfunden und gebaut. Die Gießmaschine wird entweder von Hand oder mit Dampf betrieben; in letzterem Fall hat dann gewöhnlich ein Arbeiter zwei Maschinen zu leiten.
Der Handguss ist nahezu gänzlich durch den Maschinenguss verdrängt worden und kommt fast nur noch bei Lieferung kleiner Quantitäten in Anwendung. Wenn die Lettern aus der Gussform kommen, muss ein anhaftender langer Metallzapfen (Anguss) abgebrochen werden, und die feinen Gussnähte, d. h. die Rauheiten, welche durch das Eindringen des flüssigen Metalls in die Fugen der Form entstehen, sind durch Reiben auf einem Sandstein (Schleifen) zu entfernen, wozu man indes auch Maschinen (Letternschleifmaschinen) verwendet, bei denen das Schleifen zwischen Stahlplatten mit Feilenhieb erfolgt. 

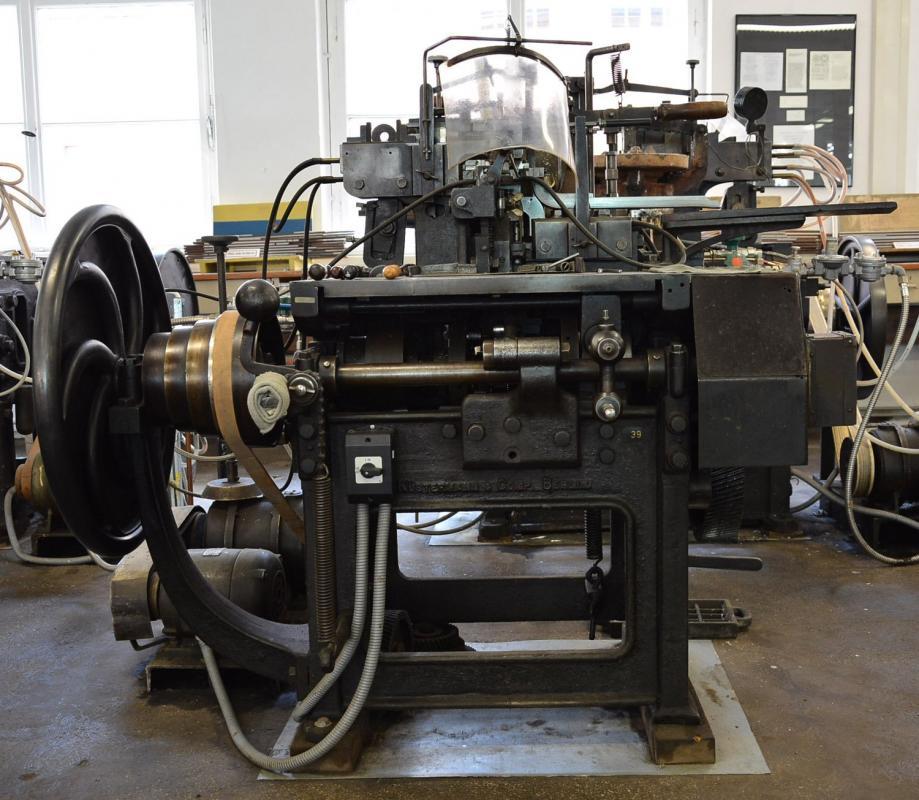
Komplettgießmaschine Typ II 1908 Küstermann & Comp. Berlin

Hierauf gelangen die Lettern, in langen hölzernen Winkelhaken aufgesetzt, in die Hände des Fertigmachers, der die ganze Reihe auf dem Bestoßtisch zwischen zwei eisernen Leisten fest einspannt und mit einem hierfür konstruierten Fußhobel aus dem Fuß der Typen den noch verbliebenen Rest des Angusses heraushobelt, wobei zugleich die Höhe mittels des Höhehobels nochmals geprüft und nötigenfalls berichtigt wird. Man bringt sodann die ganze Typenreihe wieder in einen hölzernen Winkelhaken, schabt ihre Vorder- und Rückseite mit einer Ziehklinge vollends glatt und untersucht sie schließlich noch mit einem Besehblech auf die Gleichmäßigkeit der Höhe; die Prüfung des Bildes der Type bezüglich der Vollendung des Gusses bildet die letzte Stufe in ihrer Fabrikation.
Erst wenn auch dieses als vollendet anerkannt ist, wird zu ihrer Verpackung geschritten. Unterschnittene Typen, d. h. Lettern, deren Bild nach einer oder der anderen Seite breiter ist als ihr Körper, somit über denselben hinaushängen muss, können nach den betreffenden Seiten hin nicht geschliffen, sondern müssen mit einem Messer einzeln geschabt und geebnet werden. Zur Herstellung großer Typen bedient man sich eigens konstruierter, sehr kräftig wirkender Gießmaschinen oder auch der Klischiermaschine (siehe Klischieren).
Ebenso dienen dem Guss des Ausfüllmaterials (Quadraten, Durchschuss, Blei- oder Hohlstege) eigne Instrumente und Maschinen, desgleichen für die langen, in Tabellen etc. zur Verwendung kommenden Linien; diese erhalten die richtige Stärke und Höhe erst auf einer Ziehbank, während das Bild derselben auf dem Bestoßtisch mit hierfür geeigneten Hobeln eingestoßen wird (feine, fettfeine, azurierte, d. h. aus ganz feinen parallelen Strichen bestehende, gewellte etc.).
Man wendet indes jetzt statt der Bleilinien meist gewalzte Messinglinien an; sie übertreffen erstere vielfach durch ihre Haltbarkeit und geben ein feineres Bild im Druck. Das zum Guss der Typen verwandte Material, besonders das Blei, darf weder Arsen noch Zink enthalten, weil sonst das Bild der Typen bald von Oxid zerfressen und verunstaltet wird. Auch antimonhaltiges Blei (Hartblei) darf nur mit größter Vorsicht angewandt werden; Krätzzeug aber, d. h. das aus nochmaligem Umschmelzen des beim Gießen sich auf der Pfanne bildenden Abraums gewonnene Metall, ist nur zum Guss von Ausfüllmaterial tauglich.
Eine Gieß- und Fertigmachmaschine, welche die Typen mechanisch gießt, den Anguss abbricht, die Lettern schleift, ihren Fuß ausschneidet, ihnen richtige Höhe gibt und sie schließlich reihenweise aufsetzt, wurde zuerst 1853 von J. R. Johnson in England erfunden und mit Atkinson erbaut; nachdem sie sich in einer der ersten Gießereien Londons durch jahrelangen Gebrauch bewährt hat, wurde sie durch Hepburn noch bedeutend vereinfacht und ging auch auf den Kontinent über, wo sie unter dem Namen der Komplettgießmaschine fast in allen namhaften Gießereien Eingang gefunden hat, nachdem auch Foucher in Paris und Küstermann in Berlin auf ähnliche Prinzipien gegründete und mehrfach wesentlich vereinfachte und verbesserte Maschinen gebaut haben. Mit ihr werden vorzugsweise in großen Mengen gebrauchte Werk- oder Brotschriften gegossen, und sie liefert täglich bis zu 50.000 fertige Typen, die sofort, wie sie aus der Maschine kommen, zum Satz verwendet werden können.

## Bekannte Schriftgießereien im deutschen Sprachraum
- Haas’sche Schriftgiesserei, Basel, seit 1740 von Johann Wilhelm Haas geführt
- J.G. Schelter & Giesecke, Leipzig, 1819 von Johann Andreas Gottfried Schelter und Christian Friedrich Giesecke gegründet
- Genzsch & Heyse, Hamburg, 1833 von Johann August Genzsch gegründet
- Bauersche Gießerei, Frankfurt, 1837 von Johann Christian Bauer gegründet
- Gebr. Klingspor, Offenbach, 1842 als Rudhard’sche Gießerei gegründet, 1892 von Karl und Wilhelm Klingspor übernommen, Umfirmierung 1906
- C.E. Weber, Stuttgart, 1856 von Christian Emil Weber gegründet
- H. Berthold AG, Berlin, 1858 von Hermann Berthold gegründet
- C. F. Rühl, Leipzig, 1864 von Carl Friedrich Rühl gegründet, 1918 in der H. Berthold AG aufgegangen
- Ludwig & Mayer, Frankfurt, 1875 von Jean Noel Carl Ludwig als Schriftgießerei C. J. Ludwig gegründet; Umfirmierung 1883
- Johannes Wagner AG, Ingolstadt, 1888 von Ludwig Wagner gegründet
- D. Stempel AG, Frankfurt, 1895 von David Stempel gegründet
- Gedi-Schriften, Hersteller von Holzlettern in Bamberg
- J.D. Trennert & Sohn, Altona, 1854 nahm J. D. Trennert seinen Sohn Johann Karl Adolph Trennert als Teilhaber in die Firma, die seitdem unter J. D. Trennert & Sohn firmiert

## Heute noch aktive Schriftgießereien im deutschen Sprachraum
- Offizin Parnassia, Vättis Schweiz, 2001 gegründet, bietet über 3500 Alphabete an
- Schriftgießerei Rainer Gerstenberg, Darmstadt, 1986 gegründet, bietet über 200 Schriften der Gießereien Stempel AG, Haas, Deberny & Peignot, Nebiolo und B+S an

## Sonstiges
- Das Museum für Druckkunst in Leipzig zeigt eine funktionsfähige Schriftgießerei.